# Seznam děkanů Farmaceutické fakulty Veterinární a farmaceutické univerzity Brno
Toto je seznam děkanů Farmaceutické fakulty Veterinární a farmaceutické univerzity Brno.
1. Vladimír Smečka (1991–1994)
2. Václav Suchý (1994–2000)
3. Jozef Csöllei (2000–2006)
4. Milan Žemlička (2006–2014)[2]
5. Tomáš Parák (2014–2018)[3]
6. Radka Opatřilová (2018–2020)[4]